# Enrico I di Borbone-Condé
Enrico I di Borbone-Condé (La Ferté-sous-Jouarre, 29 dicembre 1552 – Saint-Jean-d'Angély, 5 marzo 1588) fu principe di Borbone-Condé ed uno dei capi protestanti durante le guerre di religione.

## Biografia
Figlio primogenito di Luigi I di Borbone-Condé, e di sua moglie, Eleonora di Roye, contessa di Roucy, Enrico è cresciuto in una famiglia di convinzioni calviniste. Era cugino di Enrico di Navarra, a fianco del quale combatté come capo degli ugonotti.

## Capo del partito protestante
Durante la notte di San Bartolomeo (23-24 agosto 1572), dovette abiurare, insieme alla moglie, il calvinismo.
Dopo la sua partecipazione all'assedio di La Rochelle ebbe in ricompensa il governo della Piccardia (1573).
Partecipò alla congiura dei Malcontenti sostenendo contro il re Enrico III il fratello di questi, Francesco Ercole di Valois, duca d'Alençon.
Trovò infine rifugio a Strasburgo, dove nel 1575 tornò al calvinismo e riprese la lotta contro i cattolici.
Si mise a capo del partito protestante durante la quarta, la quinta e la sesta guerra religiosa. Profondamente calvinista, il Principe di Condé si rivelò il vero leader del partito. Si oppose a suo cugino, il re di Navarra, a cui incolpò la sua negligenza religiosa. Di fronte alla minaccia cattolica, i due cugini furono costretti ad allearsi. Combatterono insieme nella battaglia di Coutras (1587).

## Matrimoni

### Primo Matrimonio
Sposò, il 10 agosto 1572, Maria di Clèves (1553-1574), figlia di Francesco I di Nevers. Ebbero una figlia:
- Caterina (1574-1595)

### Secondo Matrimonio
Morta la prima moglie, si risposò il 16 marzo 1586, con Carlotta Caterina de La Trémoille (1568-28 agosto 1629), figlia di Luigi III de La Trémoille. Ebbero due figli:
- Eleonora (1587-1619), sposò Filippo Guglielmo d'Orange;
- Enrico II di Borbone-Condé (1588-1646)[1].

## Morte
Morì il 5 marzo 1588, per avvelenamento, sospetto confermato dai medici che dai suoi parenti (incluso suo cugino Enrico IV). La prima sospettata era la moglie, che lo avvelenò secondo le accuse rivolte da un servo. Enrico IV sospettò anche dei calvinisti. Carlotta viene arrestata e giudicata dal Parlamento di Parigi, ma il procedimento viene interrotto alla notizia della sua gravidanza, e venne semplicemente imprigionata a Saint-Jean-d'Angély sotto la custodia di Jean de Saint-Memme.

## Stemma
| Image | Stemma                                                               |
| ----- | -------------------------------------------------------------------- |
| \| \| | Enrico I di Borbone-Condé Principe di Condé, Gran Maestro di Francia |
|       |                                                                      |

## Ascendenza
|                                       |                                      |                                                | Genitori                                 |  |  | Nonni |  |  | Bisnonni                        |  |  | Trisnonni                            |  |
|                                       |                                      |                                                |                                          |  |  |       |  |  | 8. Francesco di Borbone-Vendôme |  |  | 16. Giovanni VIII di Borbone-Vendôme |  |
|                                       |                                      |                                                |                                          |  |  |       |  |  | 8. Francesco di Borbone-Vendôme |  |  | 16. Giovanni VIII di Borbone-Vendôme |  |
|                                       |                                      | 17. Isabelle de Beauvau                        |                                          |  |  |       |  |  | 8. Francesco di Borbone-Vendôme |  |  |                                      |  |
| 4. Carlo IV di Borbone-Vendôme        |                                      |                                                |                                          |  |  |       |  |  | 8. Francesco di Borbone-Vendôme |  |  |                                      |  |
|                                       |                                      | 9. Maria di Lussemburgo-Saint-Pol              | 18. Pietro II di Lussemburgo-Saint-Pol   |  |  |       |  |  |                                 |  |  |                                      |  |
|                                       |                                      | 9. Maria di Lussemburgo-Saint-Pol              | 18. Pietro II di Lussemburgo-Saint-Pol   |  |  |       |  |  |                                 |  |  |                                      |  |
|                                       |                                      | 9. Maria di Lussemburgo-Saint-Pol              | 19. Margherita di Savoia                 |  |  |       |  |  |                                 |  |  |                                      |  |
| 2. Luigi I di Borbone-Condé           |                                      | 9. Maria di Lussemburgo-Saint-Pol              |                                          |  |  |       |  |  |                                 |  |  |                                      |  |
|                                       |                                      | 10. Renato d'Alençon                           | 20. Giovanni II d'Alençon                |  |  |       |  |  |                                 |  |  |                                      |  |
|                                       |                                      | 10. Renato d'Alençon                           | 20. Giovanni II d'Alençon                |  |  |       |  |  |                                 |  |  |                                      |  |
|                                       |                                      | 10. Renato d'Alençon                           | 21. Maria d'Armagnac                     |  |  |       |  |  |                                 |  |  |                                      |  |
| 5. Francesca d'Alençon                |                                      | 10. Renato d'Alençon                           |                                          |  |  |       |  |  |                                 |  |  |                                      |  |
|                                       |                                      | 11. Margherita di Lorena                       | 22. Federico II di Vaudémont             |  |  |       |  |  |                                 |  |  |                                      |  |
|                                       |                                      | 11. Margherita di Lorena                       | 22. Federico II di Vaudémont             |  |  |       |  |  |                                 |  |  |                                      |  |
|                                       |                                      | 11. Margherita di Lorena                       | 23. Iolanda d'Angiò                      |  |  |       |  |  |                                 |  |  |                                      |  |
| 1. Enrico I di Borbone-Condé          |                                      | 11. Margherita di Lorena                       |                                          |  |  |       |  |  |                                 |  |  |                                      |  |
|                                       | 12. Antoine de Roye, signore de Roye | 24. Jean de Roye, signore di Muret             |                                          |  |  |       |  |  |                                 |  |  |                                      |  |
|                                       | 12. Antoine de Roye, signore de Roye | 24. Jean de Roye, signore di Muret             |                                          |  |  |       |  |  |                                 |  |  |                                      |  |
|                                       | 12. Antoine de Roye, signore de Roye | 25. Marguerite du Bois des Querdes             |                                          |  |  |       |  |  |                                 |  |  |                                      |  |
| 6. Charles de Roye, conte di Roucy    | 12. Antoine de Roye, signore de Roye |                                                |                                          |  |  |       |  |  |                                 |  |  |                                      |  |
|                                       |                                      | 13. Catherine de Sarrebruck, contessa di Roucy | 26. Robert de Sarrebruck, conte di Roucy |  |  |       |  |  |                                 |  |  |                                      |  |
|                                       |                                      | 13. Catherine de Sarrebruck, contessa di Roucy | 26. Robert de Sarrebruck, conte di Roucy |  |  |       |  |  |                                 |  |  |                                      |  |
|                                       |                                      | 13. Catherine de Sarrebruck, contessa di Roucy | 27. Marie d'Amboise                      |  |  |       |  |  |                                 |  |  |                                      |  |
| 3. Éléonore de Roucy                  |                                      | 13. Catherine de Sarrebruck, contessa di Roucy |                                          |  |  |       |  |  |                                 |  |  |                                      |  |
|                                       |                                      | 14. Ferry de Mailly, signore di Conti          | 28. Adrien de Mailly, signore di Conti   |  |  |       |  |  |                                 |  |  |                                      |  |
|                                       |                                      | 14. Ferry de Mailly, signore di Conti          | 28. Adrien de Mailly, signore di Conti   |  |  |       |  |  |                                 |  |  |                                      |  |
|                                       |                                      | 14. Ferry de Mailly, signore di Conti          | 29. Jeanne de Glymes                     |  |  |       |  |  |                                 |  |  |                                      |  |
| 7. Madeleine de Maillé, dame di Conti |                                      | 14. Ferry de Mailly, signore di Conti          |                                          |  |  |       |  |  |                                 |  |  |                                      |  |
|                                       |                                      | 15. Louise de Montmorency                      | 30. Guillaume de Montmorency             |  |  |       |  |  |                                 |  |  |                                      |  |
|                                       |                                      | 15. Louise de Montmorency                      | 30. Guillaume de Montmorency             |  |  |       |  |  |                                 |  |  |                                      |  |
|                                       |                                      | 15. Louise de Montmorency                      | 31. Anne Pot, dama de la Rochepot        |  |  |       |  |  |                                 |  |  |                                      |  |
|                                       |                                      | 15. Louise de Montmorency                      |                                          |  |  |       |  |  |                                 |  |  |                                      |  |